# レオ2世 (ローマ教皇)
レオ2世（Leo II、611年? - 683年7月3日）は、第80代ローマ教皇（在位：682年8月17日 - 683年7月3日）。

## 生涯
シチリア出身。681年1月10日に先代のアガトが死去したため、682年に跡を継いで即位した。即位前は教皇庁の聖歌隊に属していたため、教会音楽の発展に寄与している。第3コンスタンティノポリス公会議に参加し、東ローマ帝国が圧力をかけてきた際にはキリスト単意論を唱えたホノリウス1世を批判し、単意論の非難決定を承認した。683年7月3日に死去。